# 奥伯瑙
奥伯瑙是德国莱茵兰-普法尔茨州的一个市镇。总面积1.48平方公里，总人口167人，其中男性94人，女性73人（2011年12月31日），人口密度113人/平方公里。